# Államok vezetőinek listája 969-ben
Ezen az oldalon a 969-ben fennálló államok vezetőinek névsora olvasható földrészek, majd országok szerinti bontásban.

## Európa
- Angol Királyság – I. Békés Edgar király (959–975)
- Areláti Királyság – Békés Konrád király (937–993)
- Bizánci Birodalom – 
  1. II. Niképhorosz Phókasz császár (963–969)
  2. I. János császár (969–976)
- Bretagne – I. Hoël uralkodó (960–981)
- Bulgária – 
  1. I. Szent Péter cár (927–969)
  2. II. Borisz, cár (969–977) 971-től bizánci fogságban
- Dánia – I. Kékfogú Harald király (958–986)
- Duklja – Hvalimir Petrovics herceg (950–971)
- Gascogne-i Hercegség (Nyugat-Frankföld vazallusa) – II. Vilmos, Gascogne hercege (kb. 961–996)
- Hispania –
  - Barcelonai Grófság – II. Borrel gróf  (947–993), a Karoling-ház vazallusa
  - Kasztíliai Grófság – Fernán gróf (931–970)
  - Córdobai Kalifátus – II. al-Hakam kalifa (961–976)
  - Leóni Királyság – III. Gyermek Ramiro leóni király (966–985)
    - Első portugál grófság – Gonçalo gróf (950–999)

  - Pamplonai Királyság – III. García király (925–970)
  - Pallars grófság – II. Rajmund gróf (948–992) és I. Borrell gróf (948–995) társuralkodók
  - Ribagorça grófság – II. Rajmund gróf (950/955–970)
- Horvát Királyság – 
  1. II. Krešimir Mihály király (949–969)
  2. Stjepan Držislav horvát király (969–997)
- Írország – Domnall ua Néill ír főkirály (956–980)
  - Ailech – Domnall ua Néill, Ailech királya (943–980)
  - Connacht – Conchobar mac Tadg, Connacht királya (967–973)
  - Uí Maine – Geibennach mac Aedha, Uí Maine királya (960–973)
  - Leinster – Murchad mac Bran Fionn, Leinster királya (966–972)
  - Meath – Donnchad Finn mac Aeda, Meath királya (960–974)
  - Munster – Máel Muad mac Brain, Munster királya (959–970)
- Kaukázus –
  - Ibériai Királyság – II. Bagrat herceg (958–996)
  - Kaheti Hercegség – II. Kvirike herceg (929–976)
  - Ani (Örményország) – III. Irgalmas Asot király (952–977)
  - Klardzseti – II. Szmbat herceg (943–988)
- Kijevi Rusz – I. Szvjatoszláv fejedelem (945–972)
  - Polocki Fejedelemség - Rogvolod polocki fejedelem (kb. 945–978)
- Lengyelország – I. Mieszko fejedelem (960 k.–992)
- Magyar Fejedelemség – Taksony fejedelem (955–972)
- Német-római Birodalom – I. Nagy Ottó császár (936–973)
  - Német Királyság –
    - Ausztria – Burkhard őrgróf (960–976)
    - Bajorország – II. Civakodó Henrik herceg (955–976)
    - Csehország – II. Jámbor Boleszláv cseh fejedelem (967–999)
    - Karinthia – II. Civakodó Henrik (955–976)
    - Kölni Választófejedelemség – 
      1. Folkmar érsek (965/66–969)
      2. Gero érsek (969–976)

    - Lotaringia –
      - Alsó-Lotaringia – Richard herceg (964–973)
      - Felső-Lotaringia – I. Frigyes herceg (959–979)
      - Fríziai grófság – II. Dirk holland gróf (kb. 939–988)
      - Hainaut-i grófság – Richer gróf (964–973)

    - Mainzi Választófejedelemség – II. Hatto érsek (968–970)
    - Meißeni Őrgrófság – Wigbert őrgróf (965–976)
    - Svábföld – II. Burchard herceg (954–973)
    - Szászország – Hermann Billung szász őrgróf (961–973)
    - Trieri Választófejedelemség – I. Dietrich érsek (965–977)

  - Itáliai Királyság – 
    - Amalfi Köztársaság – I. Mansone herceg (966–1004)
    - Aquileia – Rodoald pátriárka (963–984)
    - Beneventói Hercegség – I. Vasfejű Pandulf herceg (943–981)
    - Capuai Hercegség – I. Vasfejű Pandulf herceg (961–981)
    - Gaetai Hercegség – György herceg (963–978)
    - Nápolyi Hercegség – II. Marinus herceg (968–992)
    - Salernói Hercegség – I. Gisulf herceg (946–977)
    - Spoletói Hercegség – I. Vasfejű Pandulf herceg (967–981)
    - Szicíliai Emírség – Ahmad ibn Ḥaszan emír (954–970)
    - Toszkána – Nagy Hugó őrgróf (961–1001)
    - Velencei Köztársaság – IV. Pietro Candiano dózse (959–976)
- Norvégia – II. Szürkeköpenyes Harald király (961–976)
- Nyugat-Frankföld – Lothár király (954–986)
  - Angoulême-i grófság – III. Vilmos Talleyrand gróf (952/964–973/975)
  - Anjou grófság – I. Szürkekabátos Gottfried gróf (960–987)
  - Aquitania – IV. Vaskezű Vilmos herceg (963–993)
  - Blois-i Grófság – I. Csaló Theobald gróf (kb. 944–975)
  - Burgundi Hercegség – I. Henrik herceg (965–1002)
  - Cambrai Grófság – II. Arnulf gróf (967–1007)
  - Champagne – III. Herbert gróf (967–995)
  - Flamand grófság – II. Arnulf gróf (965–988)
  - Maine-i grófság – II. Hugó gróf (950–992)
  - Namuri Őrgrófság – I. Róbert namuri gróf (946–974)
  - Neustriai Őrgrófság – Capet Hugó őrgróf (956–987)
  - Normandia – I. Richárd herceg (942–996)
  - Párizsi grófság – Capet Hugó párizsi gróf (956–996)
  - Provence – I. Rotbald provence-i gróf (961–1008)
  - Toulouse-i grófság – Hugó toulouse-i gróf (961–972)
  - Vermandois-i grófság – I. Albert gróf (943–987)
- Pápai állam – XIII. János pápa (965–972)
- Skócia – Fehér Culen skót király (967–971)
- Svédország – II. Emund király (950–970)
- Wales –
  - Deheubarth – Owain ap Hywel herceg (950–986)
  - Gwynedd – Ieuaf ab Idwal király (950–986)
  - Powys – Owain ap Hywel herceg (950–986)

## Afrika
- Egyiptom – 
  1. Ahmad ibn Ali ibn al-Ihsíd ihsídida uralkodó (968–969)
  2. Al-Muizz fátimida kalifa (953–975)
- Etiópia – Jan Szejum etióp császár (A négusok négusa) (959–999)
- Ifríkija – Mádd al-Muizli-Din Allah fátimida imám–kalifa (953–975)
- Marokkó (Tanger és a Ríf környéke) – II. al-Haszan idríszida emír (954/5–974), a Córdobai Kalifátus alárendeltségében

## Ázsia
- Abbászida Kalifátus –
  - a hatalom tényleges birtokosa: Izz ad-Daula buvajhida főemír (967–978)
  - Uralkodó – al-Mutí (946–974)
  - Az Abbászidák fennhatóságát névleg elismerő államok, közülük több a Perzsa Birodalom részévé vált.
    - Aleppói Emírség – Szaad ad-Daula Saríf hamdánida emír (967–991)
    - Dzsibáli Emírség – Rukn ad-Daula buvajhida emír (943–976)
    - Fárszi Emírség – Adud ad-Daula buvajhida emír (949–983)
    - Gorgán és Tabarisztán – Biszutún ibn Vusmgír zijárida emír (967–977)
    - Horászán és Transzoxánia – I. al-Manszúr számánida emír (961–976)
    - Kermáni Emírség – Adud ad-Daula iljászida emír (968–983)
    - Moszuli Emírség – Abú Taglib hamdánida emír (967–979)
    - Szisztán – I. Khalaf szaffárida emír (963–1002)
- Bahrein (a Perzsa-öböl partvidéke) – Abu Táhir Ahmad al-Dzsannábi karmati vezető (944–970)
- Bizánci Birodalom – 
  1. II. Niképhorosz Phókasz császár (963–969)
  2. I. János császár (969–976)
- India –
  - Kamarúpa – Indrapála király (960–990)
  - Csola – Szundara király (957–973)
  - Mánjakhéta – Kottiga Amogavarsa rástrakuta király (967–972)
  - Pála Birodalom – II. Vigraha Pála király (952–972)
- Japán – 
  1. Reizei császár (967–969)
  2. Enjú császár (969–984)
- Jemen – al-Manszúr Jahja rasszida imám (934–976)
- Keralaputra – I. Bhaszkara Ravivarman király (962–1019)
- Khmer Birodalom – V. Dzsajavarman, Angkor királya (császára) (968–1001)
- Kína (Az öt dinasztia és a tíz királyság kora)
  - Szung (Song)-dinasztia – II. Taj Cu császár (960–976)
  - Tingnan (Dingnan) – Li Ke-rui (Li Kerui) katonai kormányzó (csietusi (jiedushi)) (967–978)
  - Csüancsang (Quánzhāng) – Csen Hung-csin (Chén Hóng Jìn) katonai kormányzó (csietusi (jiedushi)) (963–978)
  - Északi Han Dinasztia – Liu Csi-jüan (Liú Jì Yuán) császár (968–982)
  - Déli Han-dinasztia – Liu Csang (Liu Shang) császár (958–971)
  - Déli Tang-dinasztia – Li Jü (LiYu) császár (961–976)
  - Vujüe (Wuyue) – Csien Csu (Qian Chu) király (947–978)
- Kitán Birodalom (Lia-dinasztia) – 
  1. Mu-cung (Muzong) császár (951–969)
  2. II. Csing Cung (Jǐngzōng) császár (969–982)
- Korea (Korjo-dinasztia) – Kvangdzsong király (949–975)
- Mataram Királyság – Szri Isztana Tunggavidzsaja (947–985)